# Lawrence Trent
Lawrence Trent (Walthamstow, 28 aprile 1986) è uno scacchista britannico.
Ha ottenuto il titolo di Maestro Internazionale nel 2005, all'età di 19 anni.

## Biografia
È laureato in lingue (spagnolo e italiano) alla Lancaster University.
Ha vinto in anni consecutivi i campionati britannici giovanili U11, U12 e U13. Nel 2003 si è classificato 7° nel campionato del mondo U18. 
Ha conseguito due norme di Grande Maestro: la prima con la vittoria nell'open di Porto San Giorgio del 2005 (che vinse anche l'anno successivo), la seconda nel torneo HSK (Hamburg Chess Club) di Amburgo del 2014, dove si classificò 2º dietro al GM Ľubomír Ftáčnik. 
È noto però soprattutto come commentatore di tornei e partite. A partire dal 2009 ha commentato tutte le edizioni del London Chess Classic. Nel 2013 ha commentato, insieme a Nigel Short, il Torneo dei candidati che si è svolto a Londra (vinto da Magnus Carlsen).
Insieme a Susan Polgar, nel 2013 ha commentato le partite della Coppa del Mondo di scacchi e del Campionato del mondo tra il detentore Viswanathan Anand e lo sfidante Magnus Carlsen. 
È stato il manager del Grande Maestro italoamericano Fabiano Caruana.
Ad aprile 2020 è tra i principali collaboratori del sito Chess24.com.